# Rhadi Ben Abdesselam
Rhadi Ben Abdesselam (arabisch راضي بن عبد السلام, DMG Rāḍiyy Bin ʿAbd as-Salām; * 28. Februar 1929 in Taounate; † 4. Oktober 2000 in Fès) war ein marokkanischer Langstreckenläufer, der seine größten Erfolge im Crosslauf und im Marathon erreichte.
Bei dem Cross der Nationen, einem Vorläuferwettbewerb der seit 1973 existierenden offiziellen Cross-Weltmeisterschaften, belegte Rhadi im Jahre 1958 den 15. Rang und 1959 den 8. Rang. 1960 gewann er den Wettbewerb vor dem Belgier Gaston Roelants.

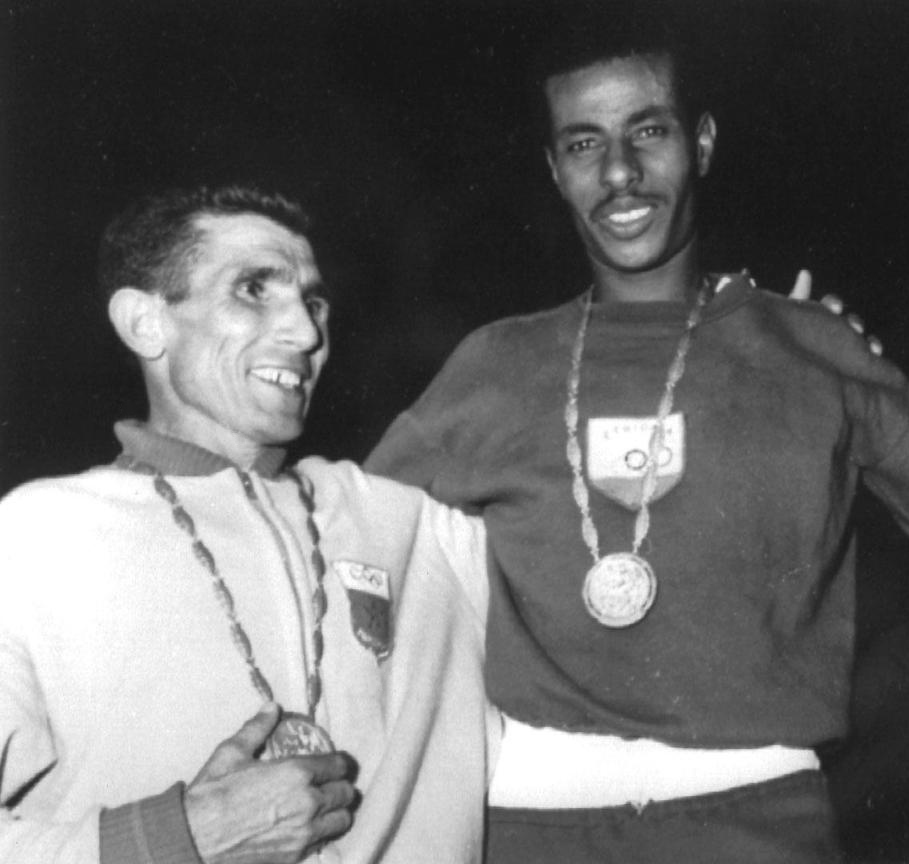
Rhadi Ben Abdesselam mit Abebe Bikila bei der Medaillenvergabe 1960

Bei den Olympischen Spielen 1960 belegte er im 10.000-Meter-Lauf Platz 14 in 29:34,4 Minuten. Zwei Tage später, am 10. September 1960, nahm er an seinem ersten und einzigen Marathonlauf teil und gewann nach 2:15,41,6 Minuten Silber hinter dem Äthiopier Abebe Bikila. Rhadi war damit der erste olympische Medaillengewinner Marokkos.
1962 belegte er noch einmal Platz 10 beim Cross der Nationen.
Seine Bestzeit über 10.000 Meter von 29:20,8 Minuten stammt aus seinem erfolgreichsten Jahr 1960. In diesem Jahr erreichte er im Stundenlauf 19.907 Meter. Bei einer Körpergröße von 1,80 m betrug sein Wettkampfgewicht 65 kg.